# Mănăstirea Nămăești
Mănăstirea Nămăești este situată în satul Nămăești, comuna Valea Mare-Pravăț, județul Argeș.

## Localizarea geografică
Accesul spre mănăstirea Nămăiești se face pe drumul București – Târgoviște –Câmpulung Muscel (DN 71, DN 72A, DC 19), 143 km.

## Date istorice
Așezată la 5 km nord est de Câmpulung, Mănăstirea Nămăiești, se află într-o zonă cu străvechi urme istorice, săpată într-o stâncă de mâini necunoscute și datată din prima jumătate a secolului al XVI-lea (1547), când Mircea Ciobanu îi lasă lui Jupân Dumitru drept ocină în satul Nămăiești, dar condiția ca, dacă nu va avea urmaș, proprietatea să rămână bisericii din stâncă. Nu se cunosc date exacte privind întemeierea schitului, dar legende transmise oral, din moși strămoși, în satul Nămăiești pomenesc și numele domnitorului Negru Vodă. După unii istorici, biserica respectivă ar fi fost o catacombă creștină, din perioada romană.
Tradiția asociază începuturile mănăstirii cu descoperirea în peșteră a icoanei făcătoare de minuni a Maicii Domnului, despre care se zice că ar fi fost pictată de Sfântul Evanghelist Luca. Potrivit legendelor, trei ciobani au ajuns cu oile pe stânca în care se află astăzi mănăstirea. înnoptând în aceste locuri, au avut toți trei același vis: fiecăruia dintre ei i s-a arătat un înger care i-a spus că în acea stâncă se află o icoană zugrăvită după chipul adevărat al Maicii Domnului. Dimineața, și-au spus unul altuia visul avut, s-au înfricoșat și s-au mutat pe un versant alăturat. Visul s-a repetat în noaptea următoare, iar în a treia noapte li s-a arătat chiar Maica Domnului, care i-a dus la o stâncă anume și le-a arătat intrarea în grotă, spunându-le să facă un locaș de închinare acolo unde vor găsi icoana. Legenda spune că tot atunci Maica Domnului le-a spus că numărul viețuitorilor din mănăstire să fie întotdeauna 33 (anii trăiți de Mântuitorul Iisus Hristos pe pământ). Se crede că icoana este una dintre cele 12 pictate de Sfântul Apostol și Evanghelist Luca la dorința Maicii Domnului. Acestea erau destinate celor 12 Apostoli ce urmau să plece să propovăduiască Evanghelia. Icoana a fost adusă aici de Sfântul Apostol Andrei, care a propovăduit în Dobrogea și a plecat apoi spre Dacia Superioară. Apostolul a coborât în grotă și a lăsat icoana în același loc în care se află acum în biserica mănăstirii. În 1798, icoana a fost ferecată în argint de Enache Postelnicul, iar mai târziu, în 1913, soția unui general din armata română a pus să i se facă o ramă de argint. Biserica rupestră a fost lărgită, săpându-se în stâncă în anul 1843. În 1916, artileria germană a făcut mari stricăciuni așezământului, care a fost restaurat între 1916-1921. Mănăstirea are o colecție muzeală ce cuprinde obiecte de artă feudală, bisericească și populară, precum și o colecție de carte veche româneascâ.
Biserica are hramul „Intrarea în Biserică a Maicii Domnului” și „Izvorul Tămăduirii”.

## Istorie

Intrarea în biserica săpată în stâncă

Nu se cunosc prea multe date despre biserica săpată în stâncă, începuturile sale identificându-se cu descoperirea icoanei Maicii Domnului făcătoare de minuni, care datează din vremea lui Negru Vodă. După unii istorici, acest locaș ar fi fost o catacombă creștină de pe timpul romanilor, după alții un templu închinat zeului Zamolxes. Biserica a suferit mari stricăciuni în urma bombardamentelor din Primul Război Mondial.
Se spune că Nămăeștii sunt cea mai veche mănăstire de maici din Țara Românească.
Biserica mănăstirii se găsește într-o peșteră, ce adăpostește și o icoană a Maicii Domnului făcătoare de minuni.
O legendă spune că în acea peșteră ar fi dormit o noapte Sfântul Apostol Andrei.